# جيمس دان (أستاذ جامعي)
جيمس دان (بالإنجليزية: James Dunn)‏ هو عالم عقيدة بريطاني، ولد في 21 أكتوبر 1939 في برمنغهام في المملكة المتحدة.